# Tuyến 5 (Đường sắt đô thị Hà Nội)
Tuyến 5: Văn Cao – Hòa Lạc (tên đầy đủ: Văn Cao – Ngọc Khánh – Láng – Hòa Lạc) là tuyến metro thuộc hệ thống Đường sắt đô thị Hà Nội đang được chuẩn bị đầu tư thi công. Tuyến dự kiến được đầu tư theo hình thức PDP với vốn dự kiến lên tới hơn 65.000 tỷ đồng và hiện là tuyến metro có quy mô vốn đầu tư lớn nhất trong số các tuyến đã hoàn thành bước lập báo cáo nghiên cứu tiền khả thi tại Thủ Đô.
Tuyến 5 đóng vai trò là là tuyến giao thông xuyên tâm huyết mạch, kết nối xâu chuỗi các đô thị hiện tại và tương lai dọc Đại lộ Thăng Long với khu vực đô thị trung tâm và ngoại ô thành phố, đặc biệt là Đô thị vệ tinh Hòa Lạc. Tuyến được kỳ vọng sẽ thí điểm thành công mô hình Định hướng phát triển giao thông (TOD) và giảm thiểu ùn tắc và tai nạn giao thông, ô nhiễm không khí, tiếng ồn. 

## Vốn
Là dự án nhóm A và dự kiến được đầu tư theo hình thức đối tác thực hiện dự án (Project Delivery Partner – PDP) theo mô hình của Malaysia, dự án tuyến 5 có tổng mức đầu tư khoảng 65.404 tỷ đồng, tương đương với gần 3 tỷ USD. Trong đó, chi phí xây dựng là 24.844 tỷ đồng, chi phí thiết bị là 16.629 tỷ đồng, chi phí quản lý, tư vấn bao gồm các chi phí khác là 6.220 tỷ đồng, dự phòng phí là 16.900 tỷ đồng và giải phóng mặt bằng (GPMB) khoảng 811 tỷ đồng, thấp nhất trong tất cả các tuyến đang được thực hiện. Theo kế hoạch, tuyến chỉ được đầu tư một lần và không phân kỳ. Chủ đầu tư dự án là Ban Quản lý đường sắt đô thị Hà Nội (MRB).  
Để đáp ứng đủ nhu cầu vốn, dự án được cân đối trong kế hoạch đầu tư công trung hạn giai đoạn 2021 2025, có thể cân đối bộ trí bổ sung giai đoạn 2026–2030 theo quy định của Luật Đầu tư công. Phương án cân đối các nguồn lực để thi công dự án đã được Hội đồng thẩm định thành phố họp thông qua. Cụ thể, UBND TP. Hà Nội sẽ dành 15.000 tỷ đồng từ nguồn vốn đầu tư công và tiết kiệm chi trong giai đoạn 2021–2025, 18.000–20.000 tỷ đồng vốn từ cổ phần hóa, thoái vốn doanh nghiệp, 15.000 tỷ đồng từ đấu giá một số khu đất, phát hành trái phiếu dự kiến 10.000 tỷ đồng và vay tổ chức tài chính trong và ngoài nước cho phần kinh phí còn lại khoảng 6.900 tỷ đồng.
Hà Nội đã kiến nghị sử dụng nguồn vốn ODA để xây dựng tuyến 5 và đã được Thường trực Chính phủ đồng ý. Ngân hàng Thế giới cũng đề xuất cho Việt Nam vay 11 tỷ USD trong 5 năm để thực hiện các dự án trọng điểm trong nước, trong đó có Tuyến 5.

## Tổng quan thiết kế
Ban đầu, theo nghiên cứu sơ bộ của Cơ quan hợp tác quốc tế Nhật Bản (JICA) vào 2/2013, Tuyến 5 sẽ dài khoảng 38,2 km với 17 nhà ga, khai thác 11 đoàn tàu 4 toa và được chia thành hai giai đoạn thực hiện: 
- Giai đoạn 1: Nam Hồ Tây – An Khánh dài 14,1km với 10 nhà ga.

- Giai đoạn 2: An Khánh – Ba Vì dài 24,1km với 7 nhà ga.

Về sau, Hà Nội kiến nghị Thủ tướng thống nhất phương án trình Quốc hội thông qua chủ trương đầu tư toàn tuyến trong một giai đoạn duy nhất và điều chỉnh số lượng ga trên tuyến thêm 4 ga, từ 17 lên 21 ga. 
Toàn tuyến có tổng chiều dài là 38,43 km đường đôi, trong đó 6,5 km đi ngầm trong nội đô, 2 km đi trên cao và 29,93 km đi trên mặt đất với 21 nhà ga gồm 6 ga ngầm, 1 ga trên cao và 14 ga mặt đất trải dài trên các địa bàn các quận Ba Đình, Đống Đa, Cầu Giấy, Nam Từ Liêm và các huyện Hoài Đức, Quốc Oai, Thạch Thất.  
Hướng tuyến đi từ khu vực đường Văn Cao giao với đường Hoàng Hoa Thám, sau đó đi ngầm dưới đường Văn Cao, Liễu Giai, Nguyễn Chí Thanh, Trần Duy Hưng và cuối cùng nổi lên sau ga ngầm Vành đai 3, tuyến bắt đầu đi trên mặt đất tại vị trí giữa của giải phân cách Đại lộ Thăng Long. Cũng theo quy hoạch, tại các vị trí giao với đường Lê Quang Đạo, đường sắt quốc gia vành đai phía Tây, nút giao Hòa Lạc tuyến được bố trí đi trên cao cục bộ để vượt qua các nút giao này. Từ nút giao Hòa Lạc đến cuối tuyến (thôn Thạch Bình, xã Yên Bình) tuyến đi trên mặt đất vào giải phân cách giữa của tuyến đường bộ cao tốc quy hoạch Hòa Lạc – Hòa Bình. Hà Nội ước tính tuyến Văn Cao – Hòa Lạc vào năm 2025 sẽ có thể vận chuyển 273 nghìn lượt khách/ngày đêm, tương đương với hơn 24,7 nghìn lượt khách/giờ cao điểm.

## Đầu máy toa xe
Tuyến dự kiến vận hành các đoàn tàu điện (EMU) động lực phân tán và tiếp điện trên cao điện áp 1500 V DC bằng các cần tiếp điện tay đơn. Giai đoạn đầu từ năm 2025–2040 tuyến sẽ khai thác cấu hình đoàn tàu 4 toa và cấu hình đoàn tàu 6 toa cho giai đoạn từ năm 2050 trở về sau. Số lượng phương tiện cần thiết cho từng thời kỳ là 26 đoàn tàu (4 toa) năm 2025, 37 đoàn tàu (4 toa) năm 2035 và 38 đoàn tàu (6 toa) năm 2050. Vận tốc thiết kế 120 km/h cho đoạn đi trên cao và mặt đất, 90 km/h đối với các đoạn đi ngầm. Thời gian chờ tàu khoảng 3,3 phút. Khổ đường sắt là khổ 1,435 mm (khổ tiêu chuẩn). 
Hiện chưa rõ Tuyến 5 sẽ sử dụng thiết bị toa xe của nhà sản xuất nào, song Siemens, một tập đoàn chuyên về đường sắt và công nghiệp nặng có trụ sở tại CHLB Đức bày tỏ quan tâm đến dự án.

## Nhà ga
Toàn tuyến có tổng cộng 21 nhà ga: đoạn đi ngầm của tuyến có tổng chiều dài là 6,5km kết nối 6 ga ngầm với nhau qua hai đường ống đơn, đoạn trên cao dài 2km cầu cạn với 1 ga và đoạn đi trên mặt đất dài 29,93 km đi qua 14 nhà ga. Việc lựa chọn vị trí ga đã được cân nhắc kĩ lưỡng, bao gồm các tiêu chí sau: 
1. Đảm bảo kết nối tốt các tuyến đường sắt đô thị và hệ thống giao thông công cộng khác.
2. Vị trí ga phải là những điểm hội luồng khách đi, khách đến như các khu thương mại, trường học, trung tâm văn hoá thể thao, các khu đô thị, các điểm dân cư...
3. Vị trí ga đề xuất cần xem xét đến khả năng quỹ đất để phát triển đô thị xung quanh (TOD).
4. Kỹ thuật chạy tàu, khoảng cách giữa các ga phải đảm bảo vận hành khai thác hiệu quả, đoàn tàu phát huy tối đa công suất, tốc độ.
5. Việc bố trí các ga cần hạn chế tối đa công tác giải phóng mặt bằng.[3]

Dưới đây là danh sách nhà ga của tuyến:
| Số   | Tên ga         | Tên ga              | Tuyến trung chuyển    | Khoảng cách | Tổng khoảng cách | Khu vực     | Khu vực     |
| Số   | Tiếng Việt     | Tiếng Anh           | Tuyến trung chuyển    | Khoảng cách | Tổng khoảng cách | Quận/Huyện  | Phường/Xã   |
| ---- | -------------- | ------------------- | --------------------- | ----------- | ---------------- | ----------- | ----------- |
| T501 | Quần Ngựa      | Quan Ngua Gymnasium | T2 Tuyến 2            | 0,0         | 0,0              | Ba Đình     | Liễu Giai   |
| T502 | Kim Mã         | Kim Ma              | T3 Tuyến 3            | 1,07        | 1,07             | Ba Đình     | Ngọc Khánh  |
| T503 | Vành đai 1     | Ring Road 1         |                       | 0,95        | 2,02             | Đống Đa     | Láng Thượng |
| T504 | Vành đai 2     | Ring Road 2         |                       | 1,03        | 3,05             | Đống Đa     | Láng Hạ     |
| T505 | Hoàng Đạo Thúy | Hoang Dao Thuy      | T4 Tuyến 4 T2 Tuyến 2 | 0,87        | 3,92             | Cầu Giấy    | Trung Hòa   |
| T506 | Vành đai 3     | Ring Road 3         | T8 Tuyến 8            | 1,07        | 4,99             | Cầu Giấy    | Trung Hòa   |
| T507 | Lê Đức Thọ     | Le Duc Tho          | M2 Monorail 2         | 1,78        | 6,77             | Nam Từ Liêm | Mễ Trì      |
| T508 | Mễ Trì         | Me Tri              |                       | 1,77        | 8,54             | Nam Từ Liêm | Đại Mỗ      |
| T509 | Tây Mỗ         | Tay Mo              | T6 Tuyến 6            | 1,795       | 10,335           | Nam Từ Liêm | Tây Mỗ      |
| T510 | An Khánh 1     | An Khanh 1          | T7 Tuyến 7            | 1,415       | 11,75            | Hoài Đức    | An Khánh    |
| T511 | An Khánh 2     | An Khanh 2          | M1 Monorail 1         | 1,25        | 13               | Hoài Đức    | An Khánh    |
| T512 | Song Phương    | Song Phuong         |                       | 1,9         | 14,9             | Hoài Đức    | Song Phương |
| T513 | Sài Sơn        | Sai Son             |                       | 4,72        | 19,62            | Quốc Oai    | Yên Sơn     |
| T514 | Quốc Oai       | Quoc Oai            |                       | 1,5         | 21,12            | Quốc Oai    | Quốc Oai    |
| T515 | Ngọc Mỹ        | Ngoc My             |                       | 1,2         | 22,32            | Quốc Oai    | Ngọc Mỹ     |
| T516 | Đồng Bụt       | Dong But            |                       | 1,44        | 23,76            | Quốc Oai    | Ngọc Liệp   |
| T517 | Đồng Trúc      | Dong Truc           |                       | 6,24        | 30               | Quốc Oai    | Đồng Trúc   |
| T518 | Đồng Bãi       | Dong Bai            |                       | 2,17        | 32,17            | Thạch Thất  | Thạch Hòa   |
| T519 | Tiến Xuân      | Tien Xuan           |                       | 1,95        | 34,12            | Thạch Thất  | Tiến Xuân   |
| T520 | Trại Mới       | Trai Moi            |                       | 2,3         | 36,42            | Thạch Thất  | Tiến Xuân   |
| T521 | Thạch Bình     | Thach Binh          |                       | 1,65        | 38,07            | Thạch Thất  | Tiến Xuân   |

## Depot
Tuyến 5 sẽ có 2 depot:
- Depot số 1 được đặt tại xã Sơn Đồng, huyện Hoài Đức với diện tích khoảng 18 ha.
- Depot số 2 tại xã Yên Bình, huyện Thạch Thất với diện tích 6,9 ha.

## Thi công
Tuyến 5 được Chính phủ phê duyệt quy hoạch từ năm 2011, Nghiên cứu sơ bộ do JICA nghiên cứu hoàn thành vào 2/2013 và dự kiến khởi công năm 2017. Ban đầu, tuyến được phân kỳ thành hai giai đoạn 2016–2020 và 2020–2030. Tuy nhiên, do thời điểm 2016–2020 đã qua nên mục tiêu là đầu tư toàn tuyến trong giai đoạn 2021–2025 và đưa vào vận hành thương mại năm 2026, nhưng tương đối khó khả thi trong thời hạn này. Dẫn lời ông Nguyễn Bá Sơn, Phó trưởng MRB, không loại trừ khả năng tuyến Văn Cao – Hòa Lạc sẽ được hoàn thành sớm vì khối lượng giải phóng mặt bằng là ít nhất và hiện nay các tập đoàn của Trung Quốc rất quan tâm tuyến này. Cũng theo mục tiêu của UBND TP Hà Nội, thành phố phấn đấu đến năm 2030 sẽ hoàn thành thêm được 3 tuyến với tổng chiều dài gần 100 km, trong đó có Tuyến 5.
Hiện danh sách nhà thầu tham gia dự án chưa được công bố, tuy nhiên có thông tin cho thấy Tập đoàn Xây dựng Thái Bình Dương (Trung Quốc) và Tổng công ty cổ phần Xuất nhập khẩu và Xây dựng Việt Nam (Vinaconex) đã ký kết Bản ghi nhớ hợp tác nghiên cứu đầu tư, xây dựng hai dự án trọng điểm của Hà Nội, bao gồm Tuyến metro số 5. Theo thông tin mới nhất từ Sở Kế hoạch và Đầu tư Hà Nội (HAPI), công tác thi công Tuyến 5 sẽ được triển khai vào cuối năm 2025.